# Rivière de Montsinéry
La rivière de Montsinéry est un cours d'eau situé dans la région ultrapériphérique et le département de la Guyane en France d'outre-mer en Amérique du Sud, et un affluent gauche du fleuve la rivière de Cayenne.

## Géographie
De 37,9 km de longueur, la rivière Montsinéry coule globalement de l'ouest vers l'est.
La rivière Montsinéry prend sa source à une vingtaine de kilomètres au nord-est de Cayenne près de la ville de Montsinéry.
Ce cours d'eau s'élargit juste en aval de Montsinéry et reçoit les eaux de deux affluents sur sa rive gauche. La rivière Montsinéry est en grande partie entourée de mangroves et traverse la forêt domaniale aménagée de Balata-Saut Léodat.
Vers son estuaire, la rivière Montsinéry rejoint les eaux de la rivière de Cayenne lors de son arrivée près de Cayenne. 

### Communes et communauté traversés
Dans le seul département de la Guyane, la rivière de Montsinéry traverse les deux communes de Montsinéry-Tonnegrande (source) et Macouria (confluence).
Soit en termes de communauté de communes, la rivière de Montsinéry prend source et conflue dans la même Communauté d'agglomération du Centre Littoral dans l'arrondissement de Cayenne.

## Affluents
La rivière de Montsinéry a vingt-six affluents référencés dont les nommés sont :
- la crique Coco (rd[note 1]) 15 km de rang de Strahler trois.
- la crique Rocques ou la crique bari ou la rivière grand Maperibo, (rd) 11 km de rang de Strahler cinq par la crique Mambi et la crique Malvin.
- la crique le petit Maperibo (rd) 11 km de rang de Strahler trois.
- la crique Patate ou la rivière Timouthou (rg) 8 km de rang de Strahler trois.
- la crique Banane (rd) 8 km de rang de Strahler trois.
- la crique Lambert ou crique Marakoutoukoutou (rg) 6 km de rang de Strahler trois.
- la crique Grenouillet (rg) 6 km de rang de Strahler deux.
- la crique Menard (rd) 2 km de rang de Strahler un.
- la crique Laloupe (rg) 2 km de rang de Strahler un.
- la rivière de Montsinery 1 km de rang de Strahler un.
- la crique Kermacon (rd) 1 km de rang de Strahler deux.
- la crique Gabriel 0 km de rang de Strahler un.

### Rang de Strahler
Donc son rang de Strahler est de six par la rivière grand Maperibo.

## Hydrologie

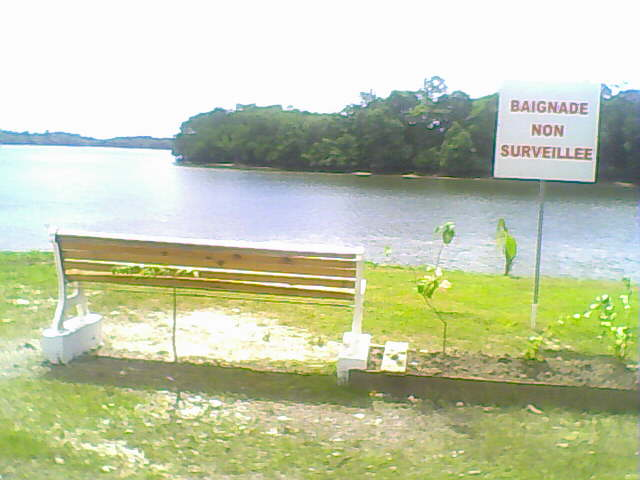
Vue de la rivière Montsinéry à Montsinéry.

## Aménagements et écologie
Le tourisme fluvial permet de découvrir le paysage boisé, ses mangroves et son parc à huitres (huître de palétuvier, Crassostrea rhizophorae Guilding), emblème de Montsinéry et l'unique parc d'ostréiculture de toute la Guyane française.